# Tunas Peracak
Tunas Peracak is een bestuurslaag in het regentschap Ogan Komering Ulu van de provincie Zuid-Sumatra, Indonesië. Tunas Peracak telt 1528 inwoners (volkstelling 2010).